# Nausori
Nausori es una ciudad de Fiyi. Tiene una población de 47.604 habitantes según el censo de 2007, lo que la convierte en la cuarta localidad en términos demográficos a escala nacional. Se encuentra 19 km de Suva, la capital nacional.  
Se desarrolló en torno al segundo molino de azúcar del país, que funcionó entre 1881 y 1959.
En 2006 se abrió un puente de 425 m sobre el río Rewa que une a Nausori con Suva.